# Márcio Santos
Márcio Santos, plným jménem Márcio Roberto dos Santos (* 15. září 1969 São Paulo) je bývalý brazilský fotbalista. Hrával na pozici obránce.
S brazilskou reprezentací vyhrál mistrovství světa roku 1994. Dostal se i do all-stars-týmu tohoto turnaje. Získal stříbrnou medaili na mistrovství Jižní Ameriky (Copa América) roku 1991 a zlatou na Copa Américe 1997 (do bojů na šampionátu však nezasáhl). Celkem za národní tým odehrál 40 utkání a vstřelil 5 branek.
S Ajaxem Amsterdam se stal dvakrát mistrem Nizozemska (1995/96, 1997/98) a jednou získal nizozemský pohár (1997/98).